# Michael Savage
Michael Savage, pseudonimo di Michael Alan Weiner (New York, 31 marzo 1942), è un conduttore radiofonico, scrittore, attivista e opinionista statunitense.
Si è distinto per le sue posizioni nazionaliste e conservatrici ed è conduttore del programma radiofonico The Savage Nation, dove tratta soprattutto il tema della politica, aprendosi però anche su altri temi come medicina, nutrizione, storia, filosofia, sport, economia e cultura.

## Biografia

### Infanzia e istruzione
Savage nasce nel Bronx, a New York, da genitori ebrei emigrati dalla Russia. Descrisse la sua infanzia come estremamente difficile, generata soprattutto dal carattere profano e burbero del padre e dalla condizione in cui si trovava suo fratello Jerome, che, a causa di una forma di disturbo del neurosviluppo, non era in grado di parlare e ascoltare e morì nel 1969.
Dopo essersi diplomato alla Jamaica High School nel 1958, frequentò il Queens College, dove conseguì una laurea in biologia nel 1963 che gli consentirà di ottenere la cattedra di insegnante a New York. Alla fine degli anni sessanta Savage iniziò anche a lavorare per lo psicologo Timothy Leary, famoso per le sue posizioni a favore dell'uso di droghe psichedeliche. Frequentò poi l'Università delle Hawaii a Manoa, dove conseguì un master in botanica nel 1970 e uno in antropologia nel 1972. Nel 1978 ottenne anche un dottorato di ricerca in etnomedicina nutrizionale all'Università della California a Berkeley.

### Carriera letteraria
A partire dagli anni settanta iniziò a frequentare il quartiere di North Beach di San Francisco, dove conobbe e strinse amicizia con noti scrittori come Allen Ginsberg e Lawrence Ferlinghetti. Dopo aver iniziato a manifestare pensieri e idee vicine al conservatorismo, il punto di svolta per la sua carriera ebbe inizio come scrittore, pubblicando alcuni libri sulla salute e la nutrizione. Nel 1996 fece domanda all'Università della California per diventare decano della Graduate School of Journalism, ma l'ateneo rifiutò tale richiesta e Savage sporse denuncia nei loro confronti per aver indicato come causa di tale rifiuto, secondo lui, le sue idee politiche considerate eccessivamente estremiste. Alla fine Savage fece cadere le accuse.

### Carriera radiofonica
Savage iniziò la propria carriera di conduttore radiofonico nel 1994 alla stazione radio di San Francisco KGO con il programma radiofonico The Savage Nation, che nel 2009 raggiunse un indice di ascoltatori che andava dagli 8 ai 10 milioni.

## Posizioni politiche
Nonostante le sue posizioni nazionaliste e conservatrici, Savage si definisce indipendente. In un'intervista del 2006 ha dichiarato che il suo personaggio di ispirazione è Barry Goldwater.
Ha inoltre dichiarato di aver votato per George W. Bush alle elezioni del 2000 e del 2004. Ha sostenuto anche il candidato repubblicano Donald Trump, ospite regolare del suo talk show, alle presidenziali del 2016. Dopo l'elezione di Trump a presidente americano, Savage si è trovato tuttavia in disaccordo su alcuni punti del suo operato, criticando ad esempio la nomina di John R. Bolton come consigliere per la sicurezza nazionale e il bombardamento della Siria. Nonostante ciò, gli ha riconfermato il proprio appoggio in vista delle presidenziali del 2020.
Savage si è dichiarato vicino alla teoria del complotto sul genocidio bianco, una credenza popolare che considera l'immigrazione e l'integrazione razziale, assieme alla lotta per i diritti civili, come promotori dell'estinzione dell'etnia caucasica, arrivando addirittura a criticare il presidente Barack Obama per aver promosso tale concetto negli Stati Uniti.